# Agence nationale pour la rénovation urbaine
L'Agence nationale pour la rénovation urbaine (ANRU) est un établissement public à caractère industriel et commercial (EPIC) créé par l'article 10 de la loi d'orientation et de programmation pour la ville et la rénovation urbaine du 1er août 2003, sous la mandature de Jean-Louis Borloo, alors ministre délégué à la Ville, afin d'assurer le financement et la mise en œuvre du programme national de rénovation urbaine (PNRU). Ses modalités de fonctionnement (organisation juridico-administrative, régime financier, exercices comptables et missions de maîtrise d'ouvrage) sont précisées par le décret no 2004-123 du 9 février 2004, paru au Journal officiel le 11 février 2004.

## Cadrage
L'ANRU est placée sous la tutelle administrative du ministre chargé de la politique de la ville qui fixe les orientations générales de son action. Les arrêtés ministériels du 31 janvier 2005, du 19 juin 2006, du 20 mars 2007, du 4 mars 2009, du 9 juillet 2010 et du 29 juin 2011 portent approbation du règlement général de l'ANRU relatif au PNRU, initié en 2003 et ayant pris fin en 2021.
Lancé en 2009, le Programme national de requalification des quartiers anciens dégradés (PNRQAD) vise à transformer les quartiers dégradés de centre ancien concentrant un grand nombre de logements indignes. Il est co-financé par l'État et l'Agence nationale de l'habitat (ANAH) pour un montant total de 380 millions d'euros.
Le 13 février 2014, après examen préalable par le Sénat, l’Assemblée nationale adopte la loi de programmation pour la ville et la cohésion urbaine présentée par François Lamy, alors ministre délégué à la Ville. Cette loi précise le cadre de déploiement du Nouveau programme national de renouvellement urbain (NPNRU), qui succède au PNRU. Comme le premier, ce second programme est co-financé par l'État, la Caisse des dépôts, les bailleurs sociaux représentés par l'Union sociale pour l'habitat (USH) et les partenaires sociaux représentés paritairement par Action Logement, pour un montant total de 12,1 milliards d'euros, contre 12,0 milliards d'euros pour le PNRU.
L'ANRU est également opérateur avec la Caisse des dépôts de 9 programmes d’investissement d’avenir (PIA), des programmes d’investissement de l’État français en faveur de la jeunesse et des sports, de la ville, de la cohésion des territoires et du développement durable. Les fonds alloués à ces programmes s’élèvent à plus de 830 millions d’euros.
En cohérence avec ses missions relevant de la politique de la ville et des quartiers populaires et quartiers prioritaires de la politique de la ville (QPV), l'ANRU quitte ses locaux historiques, situés rue de Vaugirard dans le 6e arrondissement de Paris. L'agence s'installe dans son nouveau siège, conçu par l'architecte Rudy Ricciotti à Pantin, en Seine-Saint-Denis, face à l'arrêt de métro d'Église de Pantin (ligne 5), le 4 juillet 2022. Ses locaux sont officiellement inaugurés le 7 juillet 2022 en présence d'Emmanuelle Cosse, Christophe Béchu et Olivier Klein.

## Objectif

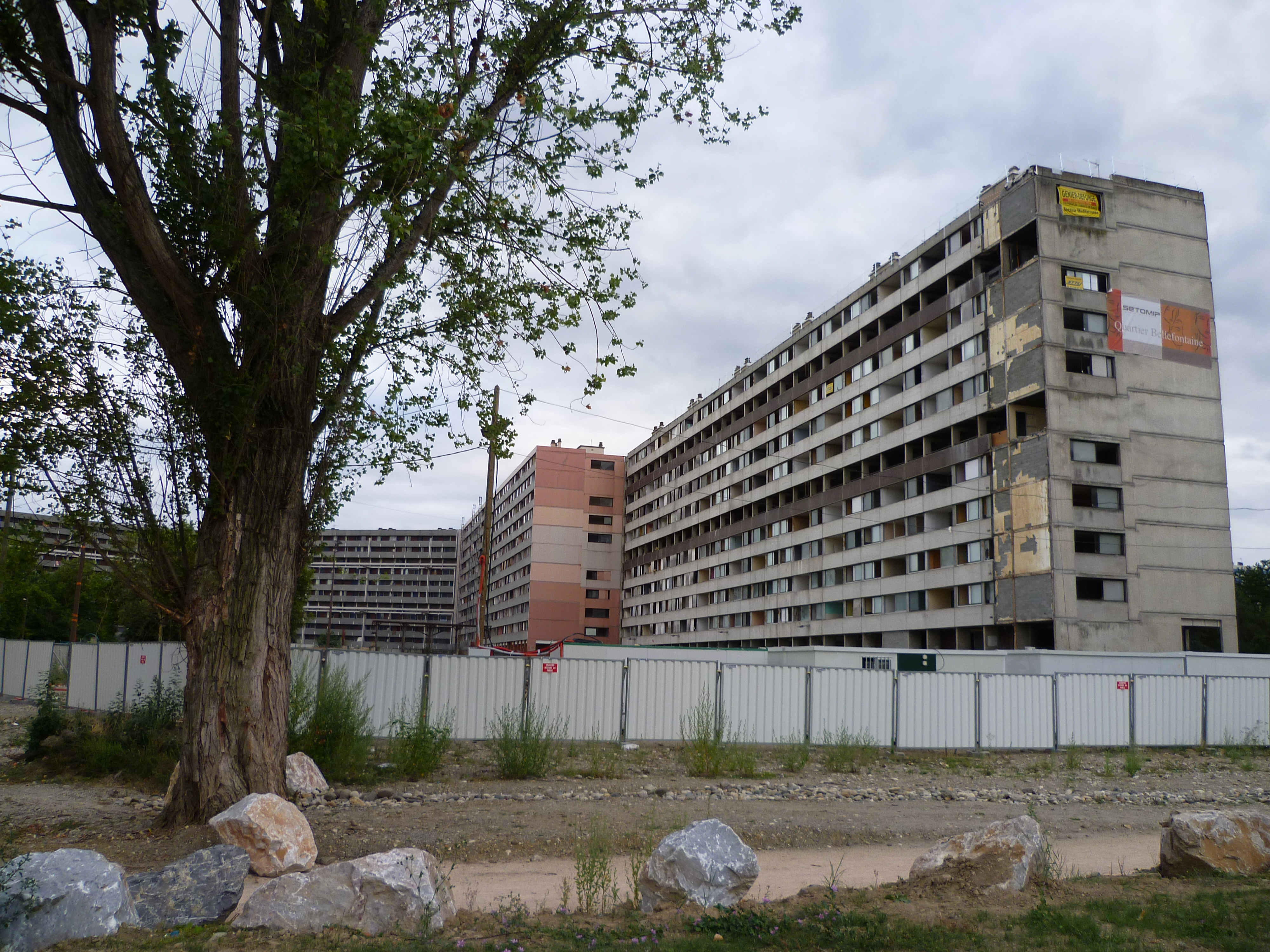
Démolition de logements sociaux de l'ensemble Bellefontaine situé dans le quartier du Mirail, à Toulouse.

L'objectif général de l'agence est d'accompagner des projets urbains globaux pour transformer les quartiers en profondeur :
- En réinsérant les quartiers dans la ville ;
- En créant de la mixité sociale dans et par l'habitat ;
- En introduisant de la mixité urbaine par la diversification des fonctions urbaines (commerces de proximité, activités économiques relevant notamment de l'économie sociale et solidaire, activités culturelles et de loisir, etc.).

L'ANRU représente le guichet unique destiné à simplifier et harmoniser les procédures de financement des opérations de rénovation urbaine. L'agence soutient également des projets de développement de jardins partagés dans les quartiers prioritaires de la politique de la ville (QPV).

## Instance
- Un conseil d'administration composé de 36[9] membres (représentants de l'État, organismes du logement social, collectivités territoriales et personnalités qualifiées) présidé, à partir du 27 novembre 2017, par Olivier Klein[10], qui succède à François Pupponi, président de 2014 à 2017.
- Un comité d'engagement sous la présidence du directeur général de l'ANRU, en 2014 Nicolas Grivel, composé de 8 à 13 membres (représentants de l'État et des organismes du logement social).
- Un comité d'évaluation et de suivi[11] (CES), présidé par Yazid Sabeg, composé de 15 membres[12] – issus de la société civile et d’horizons divers: l'urbanisme et l'architecture, le monde associatif, l’action syndicale, le journalisme, l'éducation ou encore l’entreprise. Le CES a pour mission de veiller aux conditions de réalisation du programme national de rénovation urbaine et notamment à la prise en compte des parcours de mobilité résidentielle, professionnelle et scolaire des habitants. Le CES de l'ANRU est un organe indépendant, qui publie annuellement un rapport d'évaluation de la politique de rénovation urbaine publié à la Documentation française[13]. Il se base sur l'analyse des agrégats nationaux des projets de rénovation urbaine, sur des études qu'il commandite chaque année sur les thèmes principaux du PNRU et sur des rencontres avec les acteurs locaux des projets et les habitants des quartiers.
- Un délégué territorial, le préfet, représente l'ANRU dans chaque département. Il est assisté d'un délégué territorial adjoint, le DDT[14].

## Moyens financiers
L'ANRU est cofinancée par l'État, la Caisse des dépôts, les bailleurs sociaux représentés par l'Union sociale pour l'habitat (USH) et les partenaires sociaux représentés paritairement par Action Logement.
Compte tenu des dispositions de la loi Droit au logement opposable (dite loi DALO) du 5 mars 2007 qui avait porté de 5 à 6 milliards d'euros les engagements de l'État, un avenant a été signé avec les partenaires sociaux d'Action logement, depuis réunis au sein de l'Union d'économie sociale pour le logement (UESL), le 27 juin 2007, pour un montant d'un milliard d'euros supplémentaire à la convention de financement de l'ANRU.
Les moyens d'intervention de l'ANRU dans le cadre du PNRU sont portés de 11 à 12 milliards d'euros en juin 2007.
Les conventions validées par l'ANRU jusqu'au mois de juin 2007 ont permis d'engager des projets de rénovation urbaine dans plus de 490 quartiers, pour près de 45 milliards d'euros, en vue d'améliorer la qualité de vie de plus de 4 millions d'habitants.
L'avenant signé le 27 juin 2007 au ministère du Logement et de la Ville permettra de porter le total des travaux de rénovation urbaine engagés par l'ANRU à 42 milliards d'euros et concernera quelque 4 millions et demi d'habitants dans environ 530 quartiers.
Au total, les moyens financiers consacrés à la mise en œuvre du PNRU entre 2004 et 2013 sont de 12 milliards d’euros, augmentés de 350 millions d’euros au titre de France Relance, le plan national de relance de l’économie. 181 millions d'euros sont affectés à la région Île-de-France et 169 millions d'euros aux autres régions de France.

## Direction

### Présidents
- 6 juillet 2004[18] - 19 septembre 2007 : Jean-Paul Alduy
- 19 septembre 2007[19] - 21 mai 2013 : Gérard Hamel
- 21 mai 2013[20] : Michel Delebarre
- novembre 2014 - juillet 2017 : François Pupponi[21]
- 30 novembre 2017[22]- juillet 2022[23] : Olivier Klein
- Septembre 2022[24] - janvier 2024 : Catherine Vautrin
- Janvier 2025[25]- : Patrice Vergriete

### Directeurs généraux
- 11 mars 2004[26] - 9 mai 2008[27] : Philippe Van de Maele[28]
- 1er août 2008[29] : Pierre Sallenave[30]
- 22 octobre 2014 : Nicolas Grivel
- Depuis le 15 décembre 2021 : Anne-Claire Mialot[31]

## Dossier ANRU

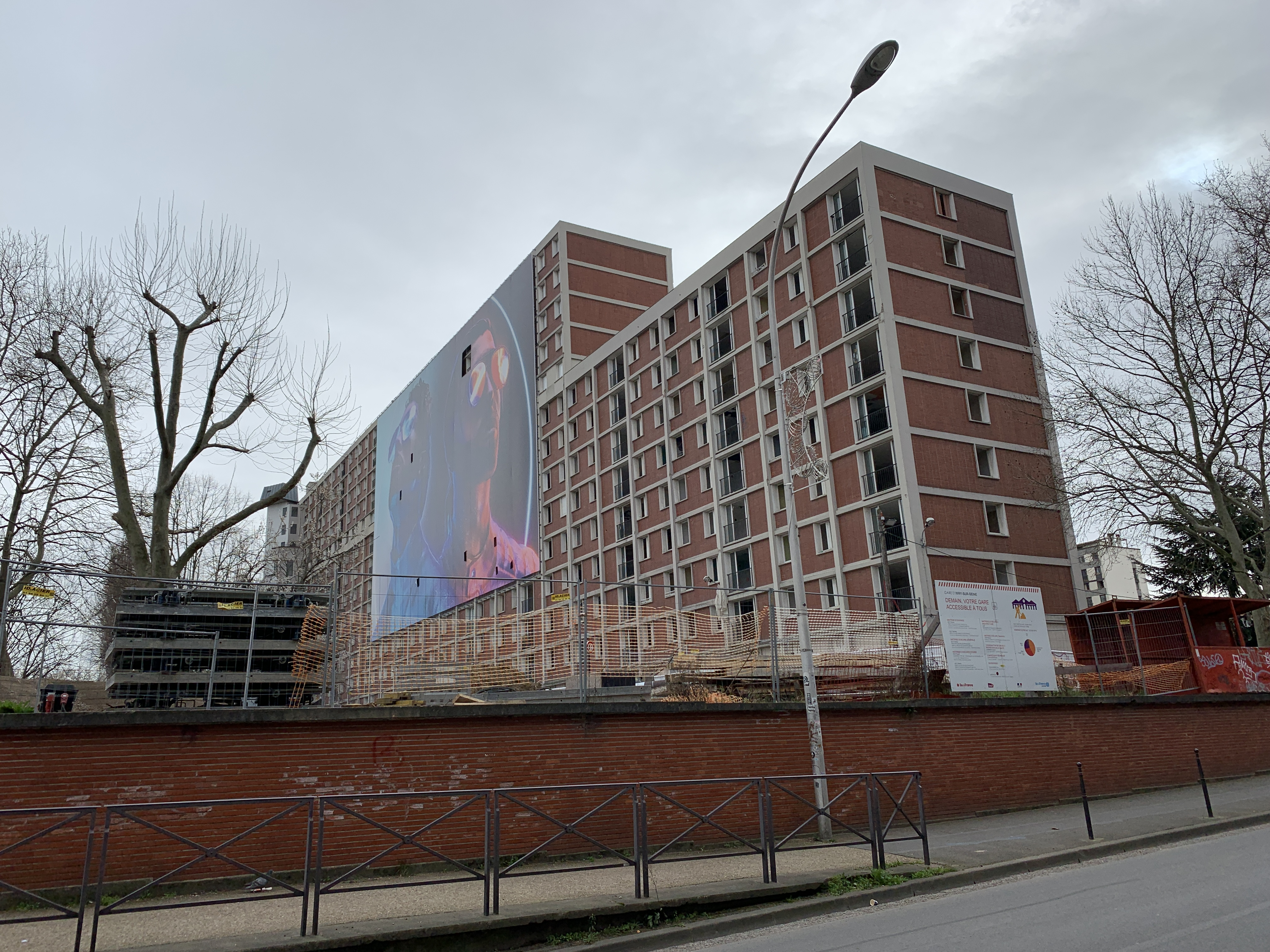
Démolition de la cité Gagarine à Ivry-sur-Seine en 2020.

Un dossier ANRU constitue la documentation officielle d'un projet de rénovation urbaine, présenté et porté par une collectivité territoriale auprès de l'ANRU.

### Élaboration
C’est la collectivité territoriale, généralement une communauté (communauté d'agglomération, syndicat d'agglomération nouvelle ou communauté de communes), qui est porteuse du projet de rénovation urbaine. Il lui appartient donc de monter le dossier en collectant auprès de tous les partenaires les éléments nécessaires à sa constitution.
Toutes les pièces exigées par le règlement général de l'ANRU doivent être fournies selon le contenu-type du dossier défini par l’agence. Notamment :
- le dossier explicitera de façon très précise la phase opérationnelle, qui fera l’objet de la contractualisation, et présentera à titre d’information les actions envisagées pour la partie non encore arrêtée précisément ;
- le dossier doit correspondre à un projet pluriannuel totalement opérationnel se déroulant au plus tard jusqu’en 2018 ;
- le dossier doit comporter un descriptif, opération par opération, année après année, de la maîtrise d’ouvrage et des plans de financement retenu ;
- le dossier comprend surtout la « maquette financière », tableau de données chiffrées de 5 Mo, pièce contractuelle essentielle pour les futures décisions d'attributions de subvention (DAS) attribuées aux différents maîtres d'ouvrage.

### Instruction

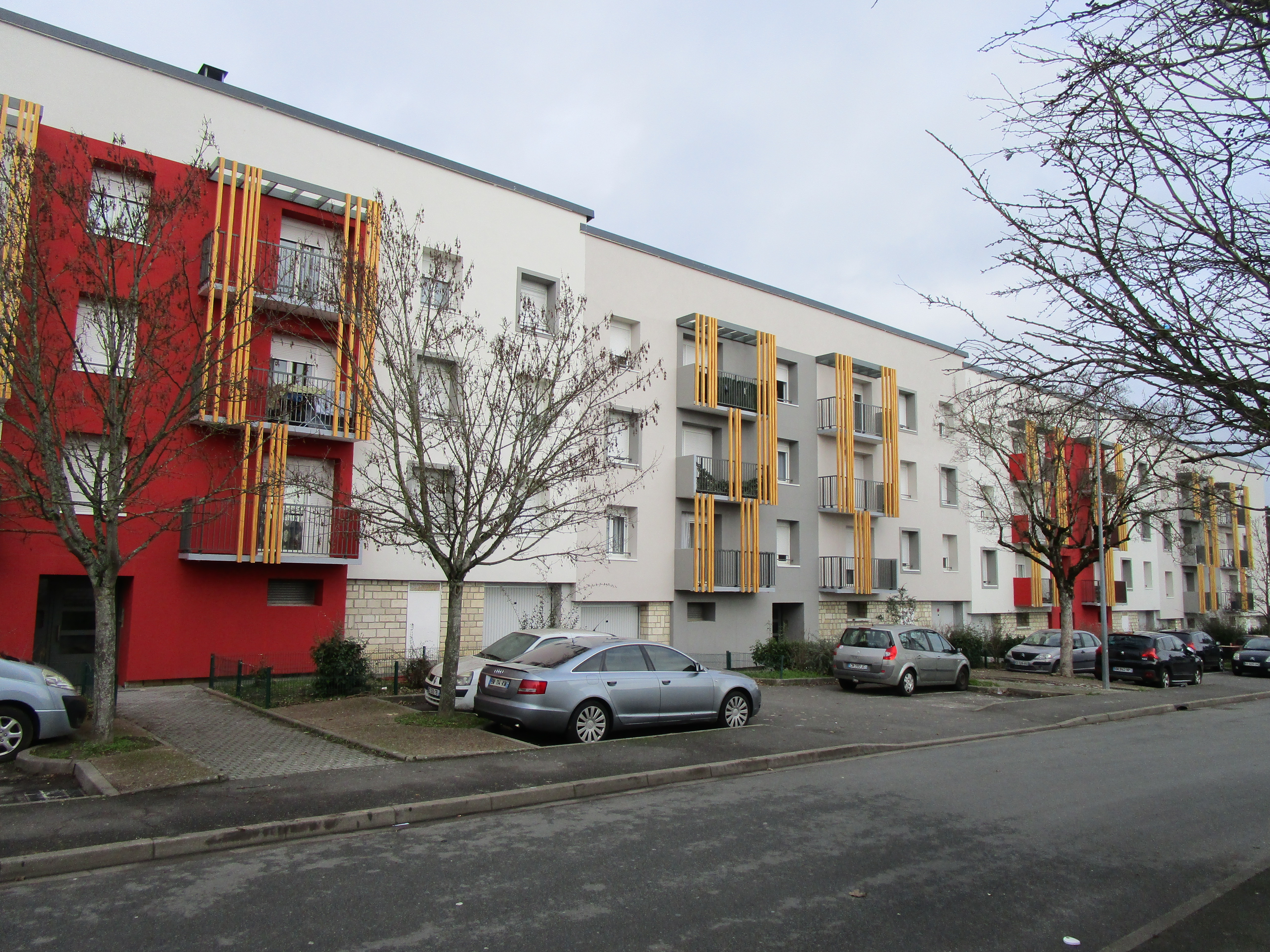
Immeuble rénové dans le cadre du NPNRU, situé dans le quartier La Rabière à Joué-lès-Tours, dans l'agglomération de Tours (Tour Métropole Val de Loire).

Le dossier bouclé est déposé par le maire ou le président de la communauté au délégué territorial du département, qu'il s'agisse du préfet en région ou d'un représentant des services déconcentrés de l'État (DRIHL ou DDT) en région Île-de-France. Après l'instruction du dossier qui intègre la consultation des partenaires locaux de l’agence par le délégué territorial, le dossier est transmis à l'ANRU. Une réunion entre partenaires peut alors aboutir à une demande de compléments aux acteurs.
Ensuite, le dossier est examiné par le comité d’engagement, présidé par le directeur général de l'ANRU, avec présentation par le maire, le président de la communauté et le préfet. Les représentants des bailleurs sociaux participent en principe à cette présentation, de même que le représentant de la Caisse des dépôts.
Le comité d’engagement donne son avis sur la base duquel le projet de rénovation urbaine est adopté ou pas comme opération de rénovation urbaine. L’avis formalisé est communiqué au délégué territorial, au maire ou président de la communauté et le préfet. En cas d’avis favorable, la convention pluriannuelle est préparée.

### Approbation
La convention pluriannuelle rédigée (en concertation avec les maîtres d’ouvrage concernés par l’opération) par le délégué territorial, est soumise à l’approbation du conseil d’administration ou du directeur général (DG) de l'ANRU.
Le processus d'approbation varie selon trois seuils budgétaires :
- Montant inférieur à 20 millions d’euros de subvention ANRU : le DG de l'ANRU peut approuver la convention après simple avis du comité d’engagement ;
- Montant compris entre 20 et 50 millions d’euros : Le DG ou le comité d’engagement peuvent solliciter le conseil d’administration ou alors la convention est approuvée par le DG ;
- Montant situé au-dessus de 50 millions d’euros : Les projets sont systématiquement examinés en conseil d’administration, sur l’avis du comité d’engagement.

## Les projets retenus ou financés par l'ANRU au 15 janvier 2014
L'ANRU finance, à des taux variables selon les projets et la capacité financière des intervenants, de nombreux projets de rénovation urbaine qui concernent, au 15 janvier 2014, 515 quartiers accueillant 4 000 000 habitants. Le montant budgété total des travaux auxquels l'ANRU contribue financièrement s'élève à 45,8 milliards d'euros.
Pour les seuls projets ayant fait l'objet d'une convention signée ou ayant été validés par le comité d'engagement de l'ANRU, soit 397 quartiers au total, ces travaux se traduiront par :
| Projets programmés et validés par le Comité d'engagement au 15 janvier 2014 | Nombre total de logements concernés en France par les projets ANRU |
| --------------------------------------------------------------------------- | ------------------------------------------------------------------ |
| Logements sociaux à construire                                              | 140 495                                                            |
| Logements à réhabiliter                                                     | 317 572                                                            |
| Logements à démolir ou à déconstruire                                       | 144 752                                                            |
| Logement à résidentialiser                                                  | 353 040                                                            |

Pour connaître la liste des projets passés en comité d'engagement, voir L’état d’avancement du programme au 15 janvier 2014 (en pdf).

## Programmes mis en œuvre

### Programme national de rénovation urbaine (PNRU)
Le programme lancé à la création de l'ANRU en 2004 doté d'un budget annuel de 12 milliards d'euros gérés par l'agence, et achevé en 2020, a permis la rénovation de 600 quartiers en zone urbaine sensible (ZUS), dont 215 quartiers prioritaires ayant bénéficié de plus de 70% de l’enveloppe.

### Nouveau programme de renouvellement urbain (NPNRU) 2014-2024

#### Objectifs

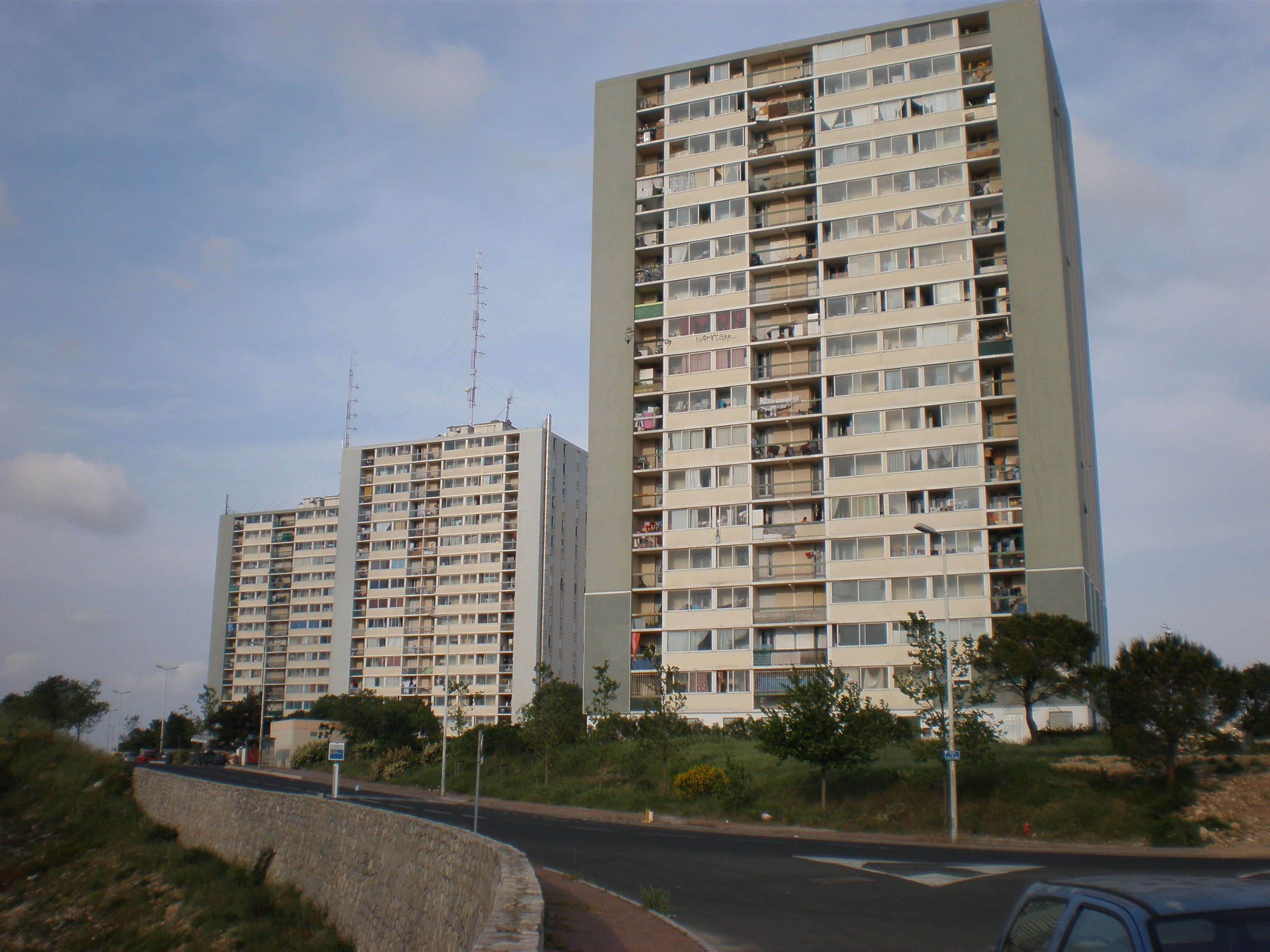
Quartier de la Mosson à Montpellier, classé d’intérêt national par l'ANRU.

La loi du 21 février 2014 crée, dans son article 3, un nouveau programme de renouvellement urbain dont la mise en œuvre est confiée à l'ANRU, le NPNRU. Ce nouveau programme, lancé quelques mois après la promulgation de la loi, favorise une approche plus transversale des enjeux liés à l’emploi, à la cohésion sociale, à l’environnement, au cadre de vie et au renouvellement urbain dans les quartiers prioritaires. Le montant alors annoncé est de 5 milliards d’euros de l'ANRU, avec le concours d’Action Logement, ce montant devant générer plus de 20 milliards d’euros d’investissements au total dans une perspective keynésienne d’effet multiplicateur.
En 2017, lors de sa campagne présidentielle, Emmanuel Macron s'engage à faire passer le financement des projets de renouvellement prévus dans le cadre du NPNRU de 5 milliards à 10 milliards d’euros. Finalement, le programme est encore augmenté, et mis sur pied avec un budget total de 12,1 milliards d'euros, dont 8,4 milliards d'euros (soit plus de 72% du montant total) apportés par le concours d'Action logement, 2,4 milliards d'euros par l'Union sociale pour l'habitat (USH) et 1,2 milliard d'euros par l’État.

#### Nouvelle procédure
La nouvelle procédure du NPNRU se décompose en deux phases. Dans un premier temps, un protocole de préfiguration est élaboré. Dans un second temps, sont conclues des conventions d'engagement qui déclinent le projet sur le plan territorial.
La phase de préfiguration a pour objet d'établir de préciser les projets et de les chiffrer avant leur passage devant le comité d'engagement de l'ANRU. Un rapport de la commission des affaires économiques du Sénat paru en 2017 indique cependant que la multiplication des études peut ralentir la procédure. Les sénatrices rapporteuses s'inquiètent notamment des sommes engagées pour la production d'études, et souhaitent qu'elles soient rationalisées.
Ce programme concerne 480 quartiers, sur un total de près de 1 500 quartiers prioritaires, dont 216 sont classés d’intérêt national et 264 d'intérêt régional. Au 15 décembre 2016, 95 % des quartiers d'intérêt national avaient un protocole de préfiguration en cours d'instruction ou déjà signé.

### Programme d’investissements d’avenir
9 programmes d'investissement d'avenir (PIA) co-portés avec la Caisse des dépôts en faveur de la jeunesse et des sports, de la ville, de la cohésion sociale et des territoires et du développement durable sont planifiés pour une enveloppe budgétaire totale de 833 millions d'euros.

### Suivi et évaluation des programmes
Le 17 juin 2020, la Cour des comptes fait paraître un rapport questionnant le passage des missions de suivi, d'évaluation et de contrôle budgétaire et financier des programmes de l'ANRU du ministère de l'action et des comptes publics vers la direction générale des Collectivités locales (DGCL), opéré de manière discrétionnaire, « par simple amendement parlementaire » selon les termes de la Cour.
Le 12 juin 2023, quatre députés du parti politique La France Insoumise, François Piquemal (Haute-Garonne), Marianne Maximi (Puy-de-Dôme), Farida Amrani (Essonne) et David Guiraud (Nord), présentent à l'Assemblée nationale un rapport issu de leur campagne « Allô ANRU » et visant à interroger les habitants des QPV sur l'action de l'ANRU. Ce dernier se montre en partie critique vis-à-vis du bilan de l'agence publique. Il regrette surtout l'absence d'évaluation ex-post des programmes de rénovation urbaine depuis son lancement en 2004.
Le 7 février 2024, France Stratégie fait paraître un rapport rédigé par Pierre-Yves Cusset, Clément Dherbécourt et Gabrielle Jacob dédié à l'évaluation du PNRU. Le rapport estime que le PNRU a certes eu un « impact causal significatif sur l’offre de logements et le peuplement des quartiers ciblés » mais que cet impact « s’observe essentiellement dans les quartiers où les opérations de démolition ont été les plus intenses, des quartiers en moyenne moins peuplés que les autres quartiers ciblés ». Toujours selon France Stratégie, la mise en œuvre du PNRU s'est néanmoins traduite par une « diminution notable de la part de logements sociaux et par une réduction de la part des ménages les plus pauvres ». Ainsi, « dans le quart des quartiers où les démolitions ont été les plus intenses, le PNRU a causé une diminution de plus de 9 % de la part de logements sociaux, ainsi qu'une baisse de 17% de la part des ménages les plus pauvres ». Le PNRU a donc « en partie atteint son objectif de renforcer la mixité sociale dans les quartiers concernés, en agissant sur l'offre de logements et le peuplement ».
Le 7 février 2024 également, l'entreprise de sondages d'opinion Harris Interactive et la société mère Toluna dont elle est filiale font paraître le troisième volet de l'enquête « Les Français dans leur quartier » commandée par l'ANRU. Elle observe que l'image des quartiers s'améliore particulièrement parmi les habitants d'un QPV ayant fait l'objet d'opérations de renouvellement urbain.